# Adalbero III van Metz
Adalbero III van Metz, ook bekend als Adalbero III van Luxemburg (omstreeks 1010 - 13 november 1072) was bisschop van Metz van 1047 tot aan zijn dood.

## Levensloop
Adalbero was de vierde zoon van Frederik van Luxemburg en Irmentrude van de Wetterau. Hij kreeg zijn eerste opleiding van Berthold, de bisschop van Toul. Zelf gaf Adalbero les aan zijn neef Bruno van Egisheim en Dagsburg die de latere paus Leo IX zou worden.
Na de dood van zijn oom Diederik II volgde Adalbero hem in 1047 op als bisschop van Metz. Adalbero was aanwezig op de door keizer Hendrik III samengeroepen bijeenkomst van Worms in 1049 waar paus Leo IX werd verkozen. Datzelfde jaar was hij eveneens aanwezig op het synode van Reims. In 1050 woonde hij in Rome de heiligverklaring bij van Gerard van Toul. Verder nam hij nog deel aan de synode van Mainz waar de hervormingen van de geestelijkheid werden bepaald.
Als bisschop van Metz zette hij de kloosterhervormingen van zijn voorgangers verder. Rond de Sint-Salvatorkerk, die reeds bestond sinds 879, liet hij omstreeks 1070 een klooster met een kapel bouwen.
In 1065 verkreeg Adalbero het graafschap Saarbrücken van keizer Hendrik IV.
Adalbero stierf in 1072 en werd begraven in de Sint-Salvatorskerk. Bij de afbraak in 1571 van de kerk, die moest wijken voor de bouw van de citadel werd Adalbero herbegraven in de nabijgelegen kloosterkerk.
- Gemeinsame Normdatei: 102421765
- Virtual International Authority File: 7775764